# Politique européenne de voisinage
- États membres
- Candidats reconnus
- Candidats potentiels
- Partenariat oriental
- Accord de partenariat et de coopération avec la Russie
- États membres de l'Association européenne de libre-échange
- Partenariat Euromed
- Autres pays de l'UPM

La Politique européenne de voisinage (PEV) est une politique de l'Union européenne (UE) visant à améliorer ses relations avec les pays riverains à l'est et au sud de ses frontières et n'entrant pas dans une procédure d'adhésion. Cette politique favorise les relations avec l'UE sur des thèmes tels que la sécurité, la stabilité et le développement économique avec son voisinage proche.

## Historique
La Politique européenne de voisinage a été conçue lors du Conseil européen de Stockholm (23 et 24 mars 2001) en perspective de l'élargissement de l'Union européenne de 2004 à dix nouveaux États membres, afin d'éviter l'apparition de nouvelles lignes de partage en Europe.
Le 28 janvier 2002, le ministre des affaires étrangères britanniques Jack Straw demandait à son homologue espagnol Josep Piqué dont le pays présidait le Conseil de l'Union européenne, qu'on définisse un statut de « voisin de l'Union » et qu'on invente des réponses aux problèmes de questions frontalières que sont le crime organisé, les trafics illicites et l'immigration irrégulière. C'est ainsi que la politique a été d'abord formulée par la Commission européenne en mars 2003.
Au Sud, la première politique globale pour la région était le Partenariat Euromed (appelé aussi processus de Barcelone), un large cadre de relations politiques, économiques et sociales entre les États membres de l'UE et les pays de la rive Sud de la Méditerranée. Il a été créé les 27 et 28 novembre 1995 lors d'une conférence des ministres des Affaires Étrangères tenue à Barcelone. Mis à part les 27 États membres de l'Union européenne, les « partenaires méditerranéens » restants regroupent tous les autres pays méditerranéens, y compris la Libye (qui a le statut d'observateur de 1999 à 2012).
Un nouveau mécanisme de financement, l'Instrument européen de voisinage et de partenariat (IEVP) a été mis en place en janvier 2007.
Le partenariat oriental a ensuite été inauguré au Sommet de Prague en mai 2009, durant la présidence tchèque, visant à rapprocher l'UE de 6 pays : l'Arménie, l'Azerbaïdjan, la Géorgie, la Moldavie, l'Ukraine et la Biélorussie. Il représente la dimension orientale de la PEV et renforce les relations bilatérales entre l'UE et ses partenaires.
Le 25 mai 2011, la Commission européenne relance la politique européenne de voisinage, en l'implémentant avec plus de 1,2 milliard d'euros en fonds nouveaux, portant le total à près de 7 milliards d'euros. Les principales priorités et les orientations d'une stratégie PEV revitalisée sont définies dans la communication conjointe de la Commission européenne et de la Haute Représentante pour les Affaires étrangères, intitulé « Une stratégie nouvelle à l'égard d'un voisinage en mutation ». Celle-ci vise à renforcer les liens individuels et régionaux entre l'UE et les pays de son voisinage au moyen d'une approche qui prône « plus de fonds pour plus de réformes », en mettant davantage de fonds à la disposition des pays en échange de l'obligation accrue de rendre mutuellement des comptes.
Elle est de nouveau modifiée en novembre 2015 afin de mieux prendre en compte les évènements ayant un impact sur l'environnement direct de l'UE et de ses voisins (conflits, terrorisme, crises économiques, flux de migrants, etc.) et vise désormais à « promouvoir des réformes avec chaque partenaire sous des formes arrêtées mutuellement ».

## Périmètre géographique
Initialement, la PEV ne visait que les États à l'est des nouvelles frontières de l'UE après l'élargissement de 2004, c'est-à-dire la Russie, la Biélorussie, l'Ukraine, et la Moldavie. La PEV a cependant été étendue aux pays du Caucase méridional (Géorgie, Arménie, et Azerbaïdjan) ainsi qu'au partenariat euro-méditerranéen (Algérie, Égypte, Israël, Jordanie, Liban, Maroc, Palestine, Tunisie, Syrie). La Russie possède une relation spéciale avec l'UE et a signé un accord de partenariat et de coopération.
La Turquie et les pays des Balkans ne sont pas intégrés à cette politique car ils bénéficient d'un statut plus avancé dans le cadre leurs candidatures à l'adhésion auprès de l'Union européenne. À partir de 2017, l'UE a augmenté ses moyens et ses objectifs pour la région des Balkans occidentaux en mettant en place une stratégie dédiée ; la Turquie dispose également d'un statut privilégié dans ses relations avec l'UE et a signé un accord d'association et un autre union douanière.

## Fonctionnement

### Politique prônée
La PEV appuie les réformes politiques et économiques dans 16 pays voisins de l'Union européenne en vue de promouvoir la paix, la stabilité et la prospérité économique dans toute la région. Elle est conçue pour donner plus d'importance que par le passé aux relations bilatérales entre l'Union et chacun de ses voisins.

### Cadre institutionnel
Au sein de la Commission Barroso II, elle est sous la responsabilité de Štefan Füle, Commissaire européen à l'élargissement et à la politique européenne de voisinage. Elle était auparavant (Commission Barroso I) sous la responsabilité de Benita Ferrero-Waldner, commissaire européen aux relations extérieures et Politique européenne de voisinage.

### Critiques du groupe socialiste au Parlement européen
À la suite du printemps arabe, commencé en 2011, et à la réaction tardive et divisée de l'Union européenne, les socialistes au Parlement européen ont appelé à une nouvelle approche dans les relations avec les pays du Maghreb, car les révolutions arabes, qui ont pris au dépourvu l'Europe, consacrent pour eux : « l'échec de la politique de voisinage de l'Union européenne ». Une politique, selon Kader Arif, député européen socialiste, qui était « nourrie par nos craintes et qui n'avait comme priorité que la lutte contre l'immigration, le terrorisme et l'islamisme radical, plus quelques intérêts économiques, en particulier l'accès à l'énergie ». Alors que la politique de voisinage de l'Union européenne est fondée sur le principe de l'aide au développement conditionnée à un respect des droits de l'homme notamment, l'Europe « s'est accommodée de régimes autoritaires qui n'avaient comme seul but que de répondre à nos angoisses ».
Les révolutions arabes, pour Catherine Trautmann, Présidente de la délégation socialiste française au Parlement européen, devraient être « l'occasion de mettre en perspective le débat sur les questions migratoires ». Les socialistes se prononcent pour une réelle politique commune et équilibrée des migrations, dans le cadre de politiques de voisinage et de développement renouvelées. Les eurodéputés socialistes, à l'image de Vincent Peillon, insistent également sur le fait « qu'il est maintenant fondamental de mobiliser et de réexaminer les instruments existants afin de soutenir les réformes politiques, économiques et sociales dont les pays arabes ont besoin ».